# Crete (Nebraska)
Crete è un comune degli Stati Uniti d'America, situata in Nebraska, nella contea di Saline.